# Gabriel Pérez Quirós
Gabriel Pérez Quirós es un economista español, nacido en Murcia el 26 de junio de 1966.

## Biografía
Estudió economía en la Universidad de Murcia, cursando a continuación estudios de posgrado en el CEMFI y en la Universidad de California, San Diego, donde obtuvo su doctorado en 1996.
Ha trabajado como consultor para el Banco Mundial, como economista en la Reserva Federal de Nueva York y en el Banco Central Europeo y fue asesor en la Oficina Económica del Presidente del Gobierno Rodríguez Zapatero, dirigida entonces por Miguel Sebastián. Actualmente es Economista del Servicio de Estudios del Banco de España, y profesor en la Universidad de Alicante. 
Trabaja en macroeconomía y econometría. En un artículo seminal del año 2000, escrito cuando era economista de la FED de Nueva York junto a Margaret M. McConnell y publicado en American Economic Review, mostró cómo se había dado un cambio estructural en los ciclos económicos de la economía estadounidense a mediados de los 80, descubriendo que ha habido un descenso en la variabilidad de los ciclos lo que se transformó en un "hecho estilizado" del ciclo económico americano, llamado desde entonces la "Gran Moderación". En otro artículo, escrito junto a Allan Timmerman y publicado en el prestigioso Journal of Finance, analizó cómo el ciclo económico afecta de forma asimétrica a las empresas dependiendo de su tamaño. Además de estos trabajos, ha publicado más de 20 artículos en las mejores revistas de economía del mundo, como el Journal of Money, Credit, and Banking, el Journal of Econometrics, el Journal of Applied Econometrics, el Journal of Economic Dynamics and Control, el European Economic Review, el Journal of Forecasting, y el Journal of International Money and Finance.

## Publicaciones

### Artículos
1. “Intertemporal Consumption and Current Account Balance in Spanish Economy.” (with Arielle Beyaert and José García). Revista Espaňola de Economía. Vol 11. Number 1, 1994. (en español).
2. "What do the Leading Indicators Lead?” (con James D. Hamilton). Journal of Business. Vol 69, Number 1. January 1996.
3. “Firm Size and Cyclical Variations in Stock Returns”(with Allan Timmermann). Journal of Finance, Vol 55, Number 3. June 2000.
4. “Output Fluctuations in the United States: What has Changed since the Early 80s?” (with Margaret M. McConnell). American Economic Review Vol 90, Num 5 December 2000.
5. “Business Cycle Asymmetries in Stock Returns: Evidence from Higher Order Moments and Conditional Densities” (with Allan Timmermann). Journal of Econometrics, Vol. 103 1-2. July 2001.
6. “This is What the Leading Indicators Lead” (with Maximo Camacho). Journal of Applied Econometrics 17: 61-80. February 2002.
7. “The ECB Monetary Policy Strategy and the Money Markets” (with Vitor Gaspar and Jorge Sicilia). International Journal of Finance and Economics. Volume 6, Issue 4, 2001. pp 325-342.
8. “Policymakers’ Revealed Preferences and the Output - Inflation Variability Trade Off: Implications for the European Central Bank” (with Meg McConnell and Steve Cechetti). The Manchester School June 2002, vol. 70, no. 4, pp. 596-618(23).
9. “On the causes of the Increased Stability of the US Economy” (with James Kahn and Meg McConnell). Economic Policy Review Volume 8 Number 1 pp 183-203. May 2002.
10. Comments on “Some Methods for Assesing the Need for Non-Linear Models in Business Cycle Analysis” International Journal of Forecasting . Number 21, 2005, Pag 663-666.
11. “The Daily Market for Funds in Europe. Has Something Changed with the EMU?” (with Hugo Rodríguez). Journal of Money Credit and Banking Volume 38 Number 1, February 2006, pp 91-110.
12. Are European Business Cycles close enough to be just one? (with Máximo Camacho and Lorena Saiz). Journal of Economic Dynamics and Control Volume 30, Issues 9-10, September-October 2006, Pages 1687-1706.
13. A useful tool to forecast the Euro-area Business Cycle Phases (with Pilar Bengoechea and Maximo Camacho) International Journal of Forecasting. Volume 22, Issue 4 October-December 2006, pages 735-49.
14. Interest rate dispersion and volatility in the Market for Daily Funds (with Vitor Gaspar and Hugo Rodríguez). European Economic Review.
15. Jump-and-rest effect of U.S. business cycles (with Maximo Camacho). Studies in Nonlinear Dynamics and Econometrics, Vol. 11: No. 4.
16. Do European business cycles look like one? (with Maximo Camacho and Lorena Saiz). Journal of Economic Dynamics and Control, 2008, Vol. 32: 2165-2190.
17. Introducing the EURO-STING: Short Term INdicator of Euro Area Growth (with Maximo Camacho). Journal of Applied Econometrics, 2010, Vol. 25: 663-694.
18. Spain-STING: Spain Short Term INdicator of Growth (with Maximo Camacho). The Manchester School, 2011, 79: 594-616.
19. High-growth recoveries, inventories and the Great Moderation (con Maximo Camacho y Hugo Rodríguez Mendizabal). Journal of Economic Dynamics and Control, 2011, Vol. 35: 1322-1339.
20. Short-run forecasting of the euro-dollar exchange rates with economic fundamentals (con Marcos Dal Bianco y Maximo Camacho). Journal of International Money and Finance, 2012, Vol. 31, pp. 377-96.
21. Short-term forecasting for empirical economists. A survey of the recently proposed algorithms (con Maximo Camacho y Pilar Poncela), Foundations and Trends in Econometrics, 2013 6: 101-161.
22. Commodity prices and the business cycle in Latin America: Living and dying by commodities. (con Maximo Camacho), Emerging Markets Finance and Tade, 2014, 50: 111–137.
23. Green shoots and double dips in the Euro area. A real time measure. (con Maximo Camacho y Pilar Poncela), International Journal of Forecasting, 2014, 30: 520-535.
24. Can we use seasonally adjusted indicators in dynamic factor models? (con Maximo Camacho y Yuliya Lovcha), Studies in Nonlinear Dynamics and Econometrics, en prensa.
25. Extracting nonlinear signals from several economic indicators. (con Maximo Camacho y Pilar Poncela), Journal of Applied Econometrics, 2015, Vol. 30, pp. 1073–1089.
26. The failure to predict the Great Recession. A view through the role of credit (con María Dolores Gadea), Journal of the European Economic Association, 2015, Volume 13 Issue 3, June.
27. Disintangling contagion among soverign CDS spreads during the European Debt Crisis (con Carmen Broto) Journal of Empirical Finance, 2015, Volume 32, June.
28. Can we use seasonally adjusted indicators in dynamic factor models? (con Maximo Camacho y Yuliya Lovcha), Studies in Nonlinear Dynamics and Econometrics, 2015, Vol. 19, pp. 377-391.
29. Aggregate vs Disaggregate information in factor models. (con Maximo Camacho y Roció Álvarez), International Journal of Forecasting2016, Vol. 32, pp 680-694.
30. Country shocks, monetary policy expectations and ECB decisions. A dynamic non-linear approach (con Maximo Camacho y Danilo Leiva), Advances in Econometrics, 2016, Vol. 35, January, pp. 283-316.
31. Dissecting US recoveries (con María Dolores Gadea y Ana Gómez-Loscos), Economics Letters, 2017, Volume 154, May, pp. 59-63.
32. Great Moderation and Great Recession: From Plain Sailing to Stormy Seas? (con María Dolores Gadea y Ana Gómez-Loscos) International economic Review, en prensa.